# Jaxa de Copnic
Jaxa de Copnic (en allemand : Jaxa von Köpenick ; en polonais : Jaksa z Kopanicy), né vers 1125 et mort en février 1176, est un prince slave de la tribu des Stodoranie. Il fut l'adversaire d'Albert l'Ours, le premier margrave de Brandebourg.
Au milieu du XIIe siècle, Jaxa était le seigneur du château de Köpenick (aujourd'hui un quartier de Berlin). D'après les dernières perspectives historiques, il est possiblement identique au prince polonais Jaksa Gryfita, apparenté à la famille du magnat Piotr Włostowic. Sa lutte contre Albert l'Ours pour la suprématie sur les rives de la Havel et de la Sprée a fait l'objet de nombreuses légendes et reste asservie au mythe fondateur de la marche de Brandebourg lors de la colonisation germanique de l'Europe orientale (Ostsiedlung).

## Biographie
Les sources historiques sur ce prince sont multiples et parfois discordantes. Sa date de naissance est inconnue, et celle de sa mort fluctue selon les sources (les dates données varient entre 1157 et 1178). Le personnage lui-même porterait en lui des exploits contre l'ennemi germain. Son nom apparaît vers 1145, lorsque Jaksa épousa Agatha  (ou Béatrice), une fille de Piotr Włostowic, à cette époque le gouverneur polonais en Silésie et le fondateur de nombreuses églises et abbayes. Par ce mariage, il acquit de grandes propriétés terriennes en Silésie et dans la région voisine de Petite-Pologne autour de Cracovie et de Lublin.

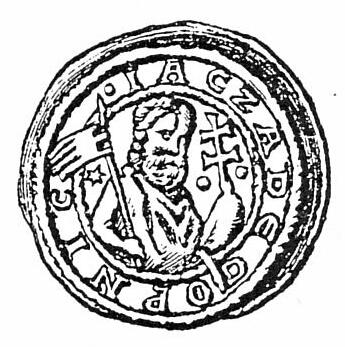
Bractéate représentant Jaxa de Copnic portant une croix patriarcale.

Depuis les années 1150, des bractéates montrant l'image d'un prince slave (knèze) nommé Iacza de Copnic sont apparus. Des fouilles archéologiques ont permis de mettre au jour les fondations de son château fort (grad) de Copnic, le centre de la seigneurie slave dans le territoire actuel de Berlin, situé stratégiquement sur un îlot au confluent de la Dahme et de la Sprée. La principauté de Jacza s'étendait jusqu'au pays de Lebus qui se trouvait déjà en possession des ducs de Grande-Pologne à l'est. Elle était bordée au sud par la marche de Lusace, à cette époque gouvernée par la dynastie saxonne des Wettin. À l'ouest, le prince slave Pribislav, un parent de Jaxa, résidait au château de Brandebourg.
Les confrontations avec le comte saxon Albert l'Ours, issu de la maison d'Ascanie, ont commencé après le décès de Pribislav en 1150. Sa veuve Petrissa a remis Brandebourg et la région environnante à Albert, conformément à un accord préalable conclu avec l'empereur Lothaire III. Jaxa avait espéré qu'il allait recevoir le patrimoine et n'attendait que l'opportunité de faire valoir ses droits : en 1157 débute la campagne qui oppose l'empereur Frédéric Barberousse au duc Boleslas IV de Pologne, et Albrecht prend part à l'expédition. Selon les chroniques, Jaxa s'est allié avec les Polonais et les résidents corrompus de Brandebourg lui ouvraient les portes. C'est alors qu'Albert voit sa forteresse occupée par Jaxa, appuyé par les ducs Bogusław et Casimir de Poméranie.

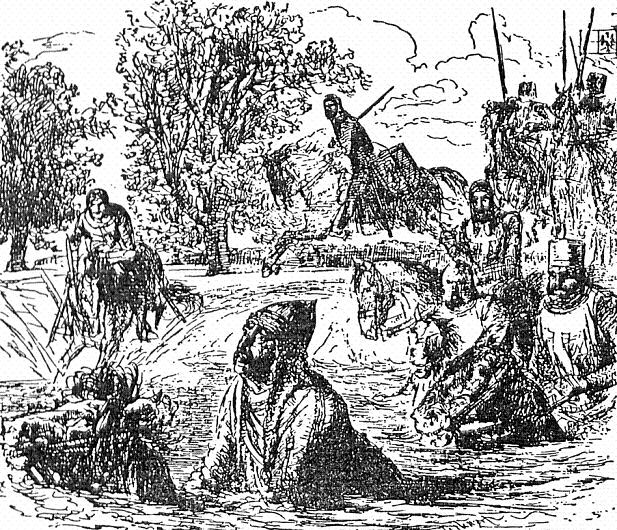
Fuite de Jaxa traversant la Havel, d'après un dessin d'Adolph Menzel (1868).

Les tribus slaves envisagent, de là, de faire main basse sur le reste de la Marche. Albert l'Ours convainc l'empereur du risque que constitue Jaxa, qui pourrait attaquer l'armée impériale sur ses arrières, depuis l'ouest : il prend congé du gros de l'armée et assiège sur trois côtés à la fois la forteresse de Brandebourg avec le soutien de l'archevêque Wichmann de Magdebourg. Au mois d'août 1157, après un dur combat, Jaxa est battu. Albert s'empare du château de Brandebourg et ensuite occupe le terrain jusqu'aux plateaux de Barnim et de Teltow au bord du cours inférieur de la Sprée. Frédéric Barberousse lui octroie titre de margrave ; cette acte est considérée comme le début de l'organisation territoriale de la marche de Brandebourg.
Après la victoire de l'empereur, il a pris de nombreuses nobles de la Pologne et ses alliés en otage, y compris le petit fils de Jaxa qui était arrêté par le duc Vladislav II de Bohême. Selon certaines sources, Jaxa de Copnic se serait enfui également à Prague pour y mourir en 1157. D'autres sources indiquent qu'il pourra se retirer dans son siège à Köpenick. En 1162 il partit en voyage pour la Terre sainte et l'année suivante, il a fondé une abbaye de l'ordre canonial régulier du Saint-Sépulcre à Miechów en Petite-Pologne où il a été enterré. 
Jaxa léguait ses domaines autour de Köpenick aux ducs de Poméranie. Bogusław et Casimir ont pris le château comme point de départ stratégique pour leurs campagnes militaires contre les margraves de Lusace ; enfin, ils ont dû se retirer. Le nom germanisé de Köpenick, dans la Germania Slavica, est évoqué pour la première fois dans un acte de 1209, délivré par le margrave Conrad II de Lusace. En 1245, après des années de lutte, le territoire est finalement conquis par les margraves ascaniens Jean Ier et Othon III de Brandebourg.